# بالاحصار (سمنگان)
بالاحصار (به لاتین: Balahesar) یک منطقهٔ مسکونی در افغانستان است که در ولایت سمنگان واقع شده‌است.